# Benjamin Lebert
Benjamin Lebert (9. januar 1982 i Freiburg im Breisgau) er en tysk forfatter. Hans debutroman Crazy fra 1999 er oversat til 33 sprog og har opnået et samlet oplag på over 1 million eksemplarer. Desuden er bogen filmatiseret. Benjamin Lebert bor i Hamborg.

## Liv og værk
Benjamin Lebert er søn af journalisten Andreas Lebert, som er redaktør af ugeavisen Die Zeits sektion Wissen. Desuden er to bedsteforældre, Ursula og Norbert Lebert, kendte journalister og forfattere. Hans far var en af grundlæggerne af Süddeutsche Zeitungs ungdomstillæg Jetzt og Benjamin begyndte med at skrive artikler hertil. På grund af disse artikler blev en redaktør på forlaget Kiepenheuer & Witsch opmærksom på ham og opmuntrede ham til at skrive en roman. Det blev til romanen Crazy, hvor Benjamin Lebert delvis selvbiografisk behandler typiske ungdomsproblemer og desuden sit eget handicap, som består i en spastisk lammelse. Bogen blev allerede i 2000 filmatiseret af Hans-Christian Schmid. 
Efter debutromanens succes underviste den 17-årige Benjamin Lebert en tid på New York University´s kursus i kreativ skrivning. Han var som 16-årig gået ud af skolen uden afgangsprøve, men gennemførte i 2003 resten af skoleforløbet med afgangsprøve. Efter at have forladt barndomshjemmet har han boet i Freiburg og i Berlin, men har nu slået sig ned i Hamborg. Lebert er et stiftende medlem af forfattersammenslutningen Lübecker Litteraturtreffen.